# グリエルモ1世
グリエルモ1世（Guglielmo I il Malo, 1120年 - 1166年5月7日）は、シチリア王国ノルマン朝の第2代国王（在位：1151年 - 1166年）。初代国王ルッジェーロ2世の息子。グリエルモはイタリア語名で、先祖の出身地のフランス語名ではギヨーム1世（Guillaume I）、当時の公用語ラテン語風にはウィレルムスと呼ばれ、文献により表記が異なる。

## 生涯
1151年に戴冠し、父ルッジェーロと共同統治となったが、父の死後単独統治を始める。「悪王」（il Malo）というあだ名であるが、執政を重臣に任せて宰相の専制を許し、当時の歴史家に嫌われたためである。1166年に王妃マルゲリータ・ディ・ナヴァッラ（ナバラ王ガルシア6世の娘）と年若い息子グリエルモ2世に後を託して病死した。

## 子女
マルゲリータ・ディ・ナヴァッラとの間に以下の子女をもうけた。
- ルッジェーロ4世（1152年 - 1161年） - プーリア公（1154年 - 1161年）
- ロベルト（1153年 - 1158年） - カプア公
- グリエルモ2世（1155年 - 1189年） - シチリア王
- エンリーコ（1158年 - 1172年） - カプア公